# Mordellistena aequinoctialis
Mordellistena aequinoctialis es una especie de coleóptero de la familia Mordellidae.

## Distribución geográfica
Habita en Guatemala y Panamá.